# 王萬金
王萬金，字世发，號鎮水，福建晉江縣人，明朝政治人物，同進士出身。

## 生平
己丑正月初十日生。万历四十三年（1615年）乙卯科福建乡试第四十二名举人，天启二年（1622年），登壬戌科三甲十九名进士，六月授湖州府推官，次年丁忧归。五年补黄州府推官。崇祯四年考察，十二年降职。年八十六卒。

## 家族
曾祖王宗澄，貢生。祖父王廷倫，連城教谕。父王居誠。母黄氏。具慶下。娶劉氏，繼蕭氏。子命新、命庚、命叔、命賢、命貴。